# كيفن أوين
كيفن أوين (بالإنجليزية: Kevin Owen)‏ هو مذيع راديو وتلفاز، مراسل ومقدم برامج، ولد في بلايموث.
عمل في شبكات البث الإقليمية في المملكة المتحدة لأكثر من عقدين. والآن هو يعمل في أخبار الطفي الروسية في موسكو لقناة RT.
بدأ كيفن حياته العملية كمقدم لبرنامج إخباري في البي بي سي اسمه ويلز اليوم، BBC Wales في آواخر الثمانينات، وبعدها انتقل إلى المحطة التجارية في ويلز HTV Wales، وبعدها في قناة مشابهة HTV West في بريستول. وفي عام 1996، عمل كيفن في شبكة تلفاو متمركزة في جيرسي، وقام بتقديم برنامجه الإذاعي الخاص به في سمرست. ومن عام 2001 إلى 2006، قام كيفن بتقديم سكاي نيوز سكاي نيوز، ومنذ ذلك الحين أصبح كيفن يعمل في محطة تلفاز روسية لقناة روسيا اليوم آر تي كواحد من أبرز مقدمي البرامج.
عمل كيفن أيضا على نطاق واسع مع البي بي سي والإذاعات الإعلانية.
منح كيفن دبلوم شهادات عليا في قسم الصحافة والبث من جامعة كاردف.
وفي عام 2008 ربح كيفن جائزة جائزة التلفزيون الصناعي ‏ الروسية (كأفضل مذيع في 2008)، والجائزة كانت مشابهة للجوائز التي تقدمها الجمعية التلفزيونة الملكية البريطانية.